# Terminismo
Terminismo (dalla parola termine, nome) è una concezione filosofica riferita agli insegnanti di logica nelle università europee nei secoli XIV e XV.
Spesso questa concezione viene confusa con il nominalismo: mentre questo concerne l'aspetto gnoseologico dibattuto nella cosiddetta "Disputa sugli universali", dove si polemizza sull'entità degli universali – se questi cioè siano reali o semplicemente nomi, emissione di suoni –, il terminismo invece riguarda l'applicazione di un metodo filosofico che vuole introdurre rigore nell'uso dei termini, sia per il loro specifico significato che per la costruzione sintattica della proposizione.

## Storia della concezione
Una riflessione sull'uso dei termini è già presente nel sofista Protagora, che s'interessa in modo particolare della grammatica greca definendo il genere dei nomi, scoprendo la differenza tra il tempo e il modo del verbo e rilevando anche alcune contraddizioni della lingua greca, che attribuiva caratteristiche del genere femminile a nomi tipicamente riferentesi a caratteristiche maschili: era il caso dei sostantivi greci femminili "ira" (menis) e "elmo" (pélex). Questo dimostra, secondo Protagora, che il linguaggio non ha niente a che fare con la realtà, ma nasce da una convenzione tra gli uomini che talvolta è erronea e inadeguata. Compito del retore è allora anche quello di correggere gli errori della parola, per farne uno strumento perfetto all'unico fine di affascinare e persuadere chi ascolta, mettendo da parte ogni scrupolo di comunicare una verità in cui si crede. Anzi, quanto più la tesi sostenuta appare incerta, tanto più il sofista con la parola farà in modo di
I logici medioevali vollero distinguersi da quelli del passato, che si richiamavano ai testi aristotelici diffusisi in occidente con le traduzioni dall'arabo. Vollero quindi chiamarsi autori della logica modernorum, di quelle opere che dal XII secolo concentrano la speculazione logica sull'uso del termine nel discorso, dando così inizio al terminismo e distinguendolo anche dalle teorie dei modisti, che s'interessavano del significato che i nomi assumono nel linguaggio.
Al di là delle connotazioni etiche dei sofisti, Guglielmo di Ockham distinguerà il termine dal concetto, intendendo il primo come un segno dal senso generale, elaborato mentalmente o scritto, mentre il concetto, pur essendo anch'esso un segno, è intenzionale, coincide cioè con il prodotto della riflessione mentale.
L'allievo di Ockam Giovanni Buridano ribadirà il carattere universale dei concetti, che a seconda dei vari tipi di suppositio 
acquistano un particolare significato, mentre il reale ha sempre aspetti particolari e individuali.  In conseguenza di ciò, Buridano afferma che il termine ci permette di dare un significato ai concetti che l'intelletto formula ma, mentre l'attribuzione di un senso ai termini è un'operazione volontaria che dipende dalla convenzionalità del linguaggio, il significato dei concetti dipende da una disposizione naturale insita nella stessa struttura conoscitiva dell'uomo.
Riflessioni sul terminismo saranno ulteriormente elaborate nel corso della storia della filosofia del XIV secolo da vari autori tra cui: Roberto Holkot (?-1349), Gregorio da Rimini (1300 ca.-1358), Alberto di Sassonia (1316–1390), Nicola di Autrecourt (?-1369) , Giovanni di Mirecourt , Paolo della Pergola, Paolo Veneto , Pietro Alboini da Mantova , Rodolfo Strode (?-1387), Gaetano da Thiene (1387-1465) 